# 88 (漫画)
『88』（エイティエイト）は、並木洋美による日本の漫画作品。

## 概要
『月刊少年マガジン』（講談社）にて2009年1月号から2010年4月号まで連載された。
部員が足りず前年度に全敗したアイスホッケー部に北海道出身のエリート主人公が転入して来てチームワークを育みながら試合に挑む漫画である。試合に関しての主な描写は近隣のライバル校との練習試合、長野県での合宿で男女混合の練習試合、公式大会の予選リーグと決勝リーグ各1試合の計4試合となっている。控え選手は基本的に登場せずほぼスターティングメンバーでの試合が行われる。シュートシーン等で中二病的ネーミングセンスの必殺技名を叫ぶ見開きページの大ゴマが特徴である。競技中以外の描写はいかにも女性作者の作風といった独特なノリとなっている。
キャッチフレーズは「おバカホッケーコメディ」および「青春アイスホッケー・コメディ」である。また、後に作者は「アイスホッケー漫画」ではなく「キャラ漫画」と述べている。担当編集によると「スポーツ漫画」とのことである。

## あらすじ
中学時代に都大会優勝とそれなりに結果を残していた十峰高校のアイスホッケー部員達。しかし男子部員が5人しかおらず前年度は練習試合全敗。インターハイ優勝をめざすキャプテンの佐野光はすっかりやる気を失っていた部員達とそれを打開できない自分に落胆していた。そこへ黒い噂の絶えない問題児で超高校級の腕前を持つ北条レンが現れる。

## 登場人物

### 十峰高校
私立高等学校。アイスホッケー部はレンを含めても選手は6人しかいない。練習はダイドードリンコアイスアリーナを利用する。

#### アイスホッケー部
北条 レン（ほうじょう れん）
本作の主人公。1年生。学業の成績は良く特Aクラスで喧嘩も強い。口数は少ないが口が悪く、上級生にもタメ口を使う。実家は北海道苫小牧にあるが父が光の父の上司であるため光の家にレンだけ居候することになった。姉がいる。単行本での髪の色は薄いエメラルドグリーン。
身長は190センチメートルを越えており体が強く、スタミナ、パワー、スピード、スキル全てにおいてハイレベルで特に弱点がない。背番号88、ポジションはフォワード。スティックハンドは不明で左右からシュートを打てる。スティックに「聖剣（エクスカリバー）」と名前を付けている。必殺技はライトハンドでの近距離シュート「破壊の前奏曲（プレリュード オブ デストラクション）」、普通のロングシュート「悪魔の長い爪（サタンズロングクロー）」、ゴールポストと敵のスティックに当てるシュート「哀しみの雷（サンダー オブ グライエフ）」、ボディチェック「魔王降臨（ディセント オブ サタン）」がある。
北海道時代はその才能にまかせて1人でアイスホッケーをしていて全中大会の最有力MVP候補だった。勝つまでアイスリンクから出たがらないのも当時からの癖である。
佐野 光（さの ひかり）
本作の実質的な主人公。2年生。クラスは2-B。チームをまとめる部活一筋のキャプテン。ハルナ、千里、小次郎とは0歳の時からの幼馴染で物心がついた時からホッケーを始め、久米川中学校時代に都大会で優勝した。背番号2、スティックはライトハンド。ポジションはセンターフォワードでフェイスオフが上手い。小柄なためボディチェックに弱い。妹がいる（みゆき、7歳）。
河野 ハルナ（こうの はるな）
2年生。光と同じクラスの女の子。光の幼馴染で久米川中学校時代には光とコンビを組んでおり主に調整役を務めていた。明るい性格で長い髪を首の両側で縛っている。家業の焼き鳥屋を手伝っている。試合では応援と佐古田への解説を担当する。
鷹森 千里（たかもり ちさと）
2年生。クラスは2-E。光の幼馴染で久米川中学校出身。黒髪で眼鏡をかけている。ノリが軽く変態。悪知恵は働くが学業の成績は悪い。背番号5、ライトハンド。ポジションはフォワード。試合ではアシスタントキャプテン。体力テストは学年トップ。アニメ部も兼部している。
本宮 小次郎（もとみや こじろう）
2年生。千里と同じクラス。幼馴染の光とアイスホッケーがやりたくて同じ高校を選んだ。たれ目で二重、髪は天然パーマで料理が得意。父は元プロホッケー選手。背番号27、ディフェンス、ライトハンド。スケーティングが速い。
高澄 潤（たかすみ じゅん）
2年生。光と同じクラス。体が大きく、髪は短髪、良識があり大人しく優しい性格。背番号27、ディフェンス、ライトハンド。
鮎川 大地（あゆかわ だいち）
2年生。千里と同じクラス。坊主頭にあご鬚、眉の外側を剃っている。負けん気が強い。背番号39、ポジションはゴールキーパー。中学時代に光と対戦して燃えた事から同じ高校に入った。玉川上水駅近辺のアパートで両親と住んでいる。幼い頃に見た長野オリンピックがきっかけでアイスホッケーを始めた。

#### その他
佐古田（さこた）
若くて巨乳の美人養護教諭。素人だが、レン達に頼まれアイスホッケー部の監督になる。
八木 渡（やぎ わたる）
2年生。光と同じクラスのサッカー部の生徒。美男子で女子に人気がある。アイスホッケー部員の後始末をやらされている光を哀れに思いサッカー部に引き抜こうとしている。サッカー部は東京都でベスト4の実力。

### 新坂台大学付属高等学校
裕福な私立校。以前は十峰高校と似たような強さだったがOBの尽力により荒巻を獲得し急激にレベルアップした。噂を聞きつけた関東の優秀な1年生が集まっている。
荒巻 晃神（あらまき こうじ）
3年生。キャプテン。北海道出身で通称「釧路の狼」。レンと面識がある。背が高く筋肉質な体型をしており髪はオールバックで唇が厚い。強面だが紳士である。ボディチェックが強いセンターフォワード。背番号66、ライトハンド。
足立 ユウキ（あだち ゆうき）
2年生。久米川中学校で光達と同じチームに所属していてアシスタントキャプテンとポジションを争っていた千里と仲が悪かった。中学校からアイスホッケーを始め、負けん気の強さから徐々に頭角を現したが最後までレギュラーにはなれなかった。体の横幅がある。背番号6、フォワード、アシスタントキャプテン。
中小路（なこうじ）
生意気な1年生。黒髪でつり目。背番号91、フォワード。フルネーム表記はTomo Nakakoji。

### 長野中央工業高校
十峰高校のゴールデンウィーク合宿の際に小次郎の父のつてで練習試合を受けてくれた高校。全体的にワンタッチパスが上手い。
成沢 氷雨（なるさわ ひさめ）
3年生。キャプテン。時雨の兄。美少女のような風貌で、試合中は明るい色の長い髪を後ろで束ねている。背番号68、フォワード。作中ではトップレベルのスピードを誇り、カウンターが武器。ゴール裏から回り込んで半円を描くように倒れこみながらシュートする「手裏剣“半月”」という必殺技がある。
成沢 時雨（なるさわ しぐれ）
3年生。アシスタントキャプテン。氷雨の妹。黒髪ショートボブで男のような口調。兄より背が高い。背番号97、センターフォワード。影の司令塔。
仁科（にしな）
短髪男子。背番号28、フォワード、アシスタントキャプテン。フルネーム表記はKaoru Nishina。

### 水斗高校
ディフェンスが関東一で常にロースコアの試合をする高校。講談カップの予選リーグ初戦で十峰高校と試合をした。
中村 桜（なかむら さくら）
3年生。ヘッドマネージャー。つり目で睫毛が長く、性格も高飛車でキツい。
鉄（てつ）
3年生。アシスタントキャプテン。190センチメートルと背が高い。背番号4、ディフェンス、レフトハンド。表記はDaisuke Tetsu。
真壁（まかべ）
3年生。坊主頭で目は細いつり目、鼻は鷲鼻という風貌。試合以外では眼鏡をかけている。身長は170センチメートル前後だが腕が異常に長いためリーチがあり、カットの技術も高い。口調はですます調だが相手を見下している。鉄と形成するディフェンスゾーンを「結界」と呼んでいる。背番号7、ディフェンス、ライトハンド。フルネーム表記はShota Makabe。
小圷（こあくつ）
2年生。背番号15、センターフォワード。口が悪く、頭に血が上りやすい。フルネーム表記はKou Koakutsu。

### 埼玉北高校
関東王者のスポーツ校で部員も20人を超えている。攻守のバランスが良く、U-18代表選手もいる。
講談カップの決勝リーグ初戦で十峰高校と試合をした。
矢口（やぐち）
1年生。北海道出身でレンの元チームメイト。前年度の「全中大会のMVP」だが、本来は決勝後に暴れたレンが貰うべきものだった。背番号25、フォワード、レフトハンド。1対1に強い。フルネーム表記はShunsuke Yaguchi。

## 物語の舞台
本作品の舞台は東京都西部の西武鉄道沿線である。登場する高校や施設などは、基本的に架空の名称が使われているが、東村山駅、玉川上水駅、ダイドードリンコアイスアリーナ、スケートショップMAXなどが登場している。

## その他
- 作中の公式戦「講談カップ」はダイドードリンコアイスアリーナで行われる架空の大会。関東の学校を中心に構成され5月末から開催される。予選は4グループに分けられてリーグ戦を行い、各グループの1位チームが決勝リーグへと進出。更にリーグ戦を行い順位を決定する。
- 作者ブログにおいて十峰高校のキャラクターの血液型や兄弟構成が公開された[7]。
- 構想期間は12年で「コメディテイストじゃなくて青春物でやりたかった」が企画が通らなかったとのこと[8]。

## 単行本
講談社コミックスより全4巻。各巻の巻末に1～5ページのおまけページ、カバー下に描き下ろしのイラストが掲載されている。
1. 2009年9月17日発売 ISBN 978-4-06-371207-0
2. 2009年12月17日発売 ISBN 978-4-06-371224-7
3. 2010年3月17日発売 ISBN 978-4-06-371236-0
4. 2010年5月17日発売 ISBN 978-4-06-371242-1

## 取材協力
- アイスホッケー情報誌 Breakaway編集部[9]
- ダイドードリンコアイスアリーナ
- REAL HOCKEY SHOP MAX[6]
- スケートハウスさいたま[10]